# Aurivillius (genre)
Pour les articles homonymes, voir Aurivillius.
Genre
Aurivillius est un genre de lépidoptères (papillons) africains de la famille des Saturniidae.

## Répartition
Les espèces du genre Aurivillius se rencontrent en Afrique.

## Description

### Imago♂
La tête est plus petite en avant. Les antennes, filiformes, ne sont pas très largement pectinées et présentent une extrémité avec de 7 à 8 articulations. Les articulations, minces et contractées à la base, sont plutôt longues en particulier celles situées au-delà du milieu qui sont presque trois fois plus longues que larges. Les palpes sont robustes, bien développés, et densément recouverts d'écailles. Parmi les trois articulations, la seconde est presque deux fois plus longue que la première et la troisième, en forme de bouton, n'est pas tout à fait aussi longue de l'épaisseur de la seconde.
Le thorax est modérément gros. La vestiture est moyennement longue. L'abdomen n'est pas très épais.
Le bord costal des ailes antérieures est légèrement arqué et leur sommet est pointu. Les ailes postérieures ont un sommet arrondi et un bord extérieur moyennement convexe. L'abdomen ne s'étend pas jusqu'au tiers extérieur du bord intérieur. Le point d'origine de la première nervure sous-costale (II 1) des ailes antérieures est situé en avant de l'extrémité de la cellule distale et est placé à mi-chemin entre l'origine de la tige commune des nervures II 1, II 2, II 3 et II 4 et de la tige des nervures II 1 et II 3. Les deux nervures discales (disco-cellulaires) forment une ligne droite assez courte et la nervure III 3 est en partie détachée. Une rayure médiane prend naissance au niveau de l'ocelle présent sur la face supérieure de chaque aile. Cette rayure, caractéristique du genre, est fine, très accentuée et plus apparente que les autres. D'un brun noirâtre à rougeâtre, elle parcourt les deux ailes en faisant de nombreux zigzags irréguliers souvent très profonds. Chaque aile présente également une rayure interne ou basale en zigzag et brisée sur la cellule ainsi qu'une rayure externe droite plus ou moins découpée en arceaux. L'ocelle postérieur présente un anneau central, couvert d'écailles d'un noir pur qui englobe une partie vitrée constituée d'une fine ligne basale, entouré d'un large anneau rouge à rougeâtre puis d'un très mince anneau blanc entouré à son tour d'un large anneau plus ou moins rouge. L'ocelle antérieur, moins grand, présente une partie vitrée arrondie et simplement marginée de noir avec un anneau rouge externe peu développé.
Les pattes sont assez longues avec des tibias antérieurs plutôt longs et des tarses normaux bien développés. L'épiphyse tibiale du mâle fait la moitié du tibia. Les tibias sont de forme ovale et lancéolée avec la pointe plutôt galbée. Ses surfaces intérieures et extérieures sont revêtues d'un poil dense très court mais présentent le long du bord extérieur quelques grandes écailles longues. Les tibias antérieurs ne portent pas d'éperons mais un court éperon est présent sur les tibias médians et postérieurs.
Les organes génitaux du mâle présentent une plaque suranale large à la base mais qui se termine par un long processus spatulé. Le clasper est long alors que le pénis est très grand et large et se termine par un lobe large qui s'étend presque jusqu'au bout des claspers.

## Taxonomie
Le genre Aurivillius a été décrit par l'entomologiste américain Alpheus Spring Packard en 1902. Le nom fait référence à l'entomologiste suédois Per Olof Christopher Aurivillius. L'espèce type est Saturnia arata Westwood, 1849.

## Liste des espèces
- Aurivillius aratus (Westwood, 1849)[4],[5],[Note 1]
- Aurivillius bisinflectus Darge, 2013[6]
- Aurivillius cadioui Bouyer, 2008[7]
- Aurivillius curiosus Darge, 2013[6]
- Aurivillius diversus Darge, 2013[8]
- Aurivillius drumonti Bouyer, 2008[7]
- Aurivillius fuscus (Rothschild, 1895)[9],[1],[Note 2]
- Aurivillius haszprunari Darge, 2013[6]
- Aurivillius jolyanorum Bouyer, 1999[5]
- Aurivillius lucidus Darge, 2013[8]
- Aurivillius oberthueri Bouvier, 1927[1],[Note 3]
- Aurivillius orientalis Bouyer, 2007[10]
- Aurivillius propinquus Darge, 2013[6]
- Aurivillius schoenitzeri Darge, 2013[6]
- Aurivillius seydeli Rougeot, 1962[11]
- Aurivillius triramis Rothschild, 1907[12]
- Aurivillius xerophilus Rougeot, 1977[13]
- Aurivillius zambianus Darge, 2013[8]

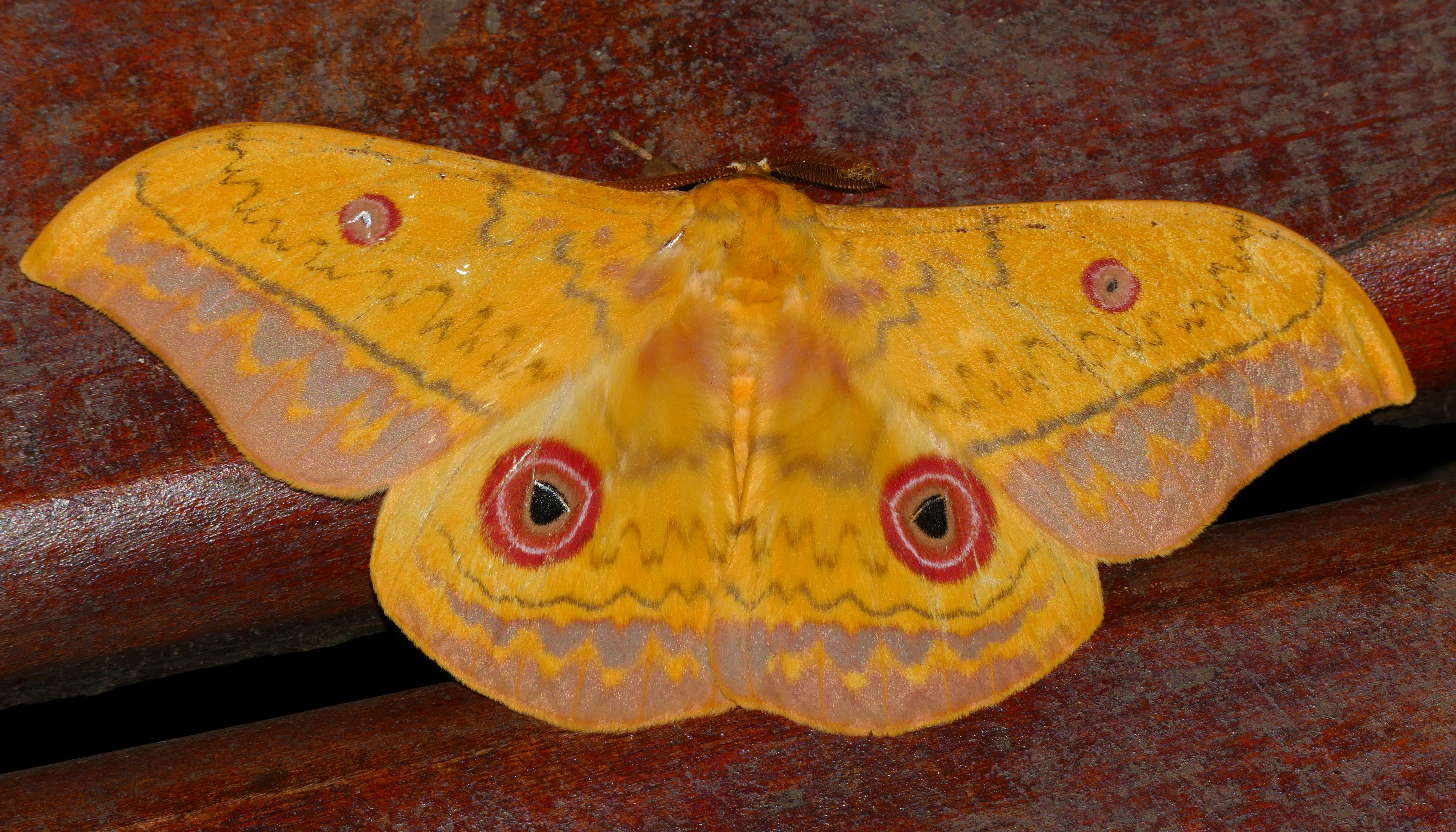
Aurivillius fuscus
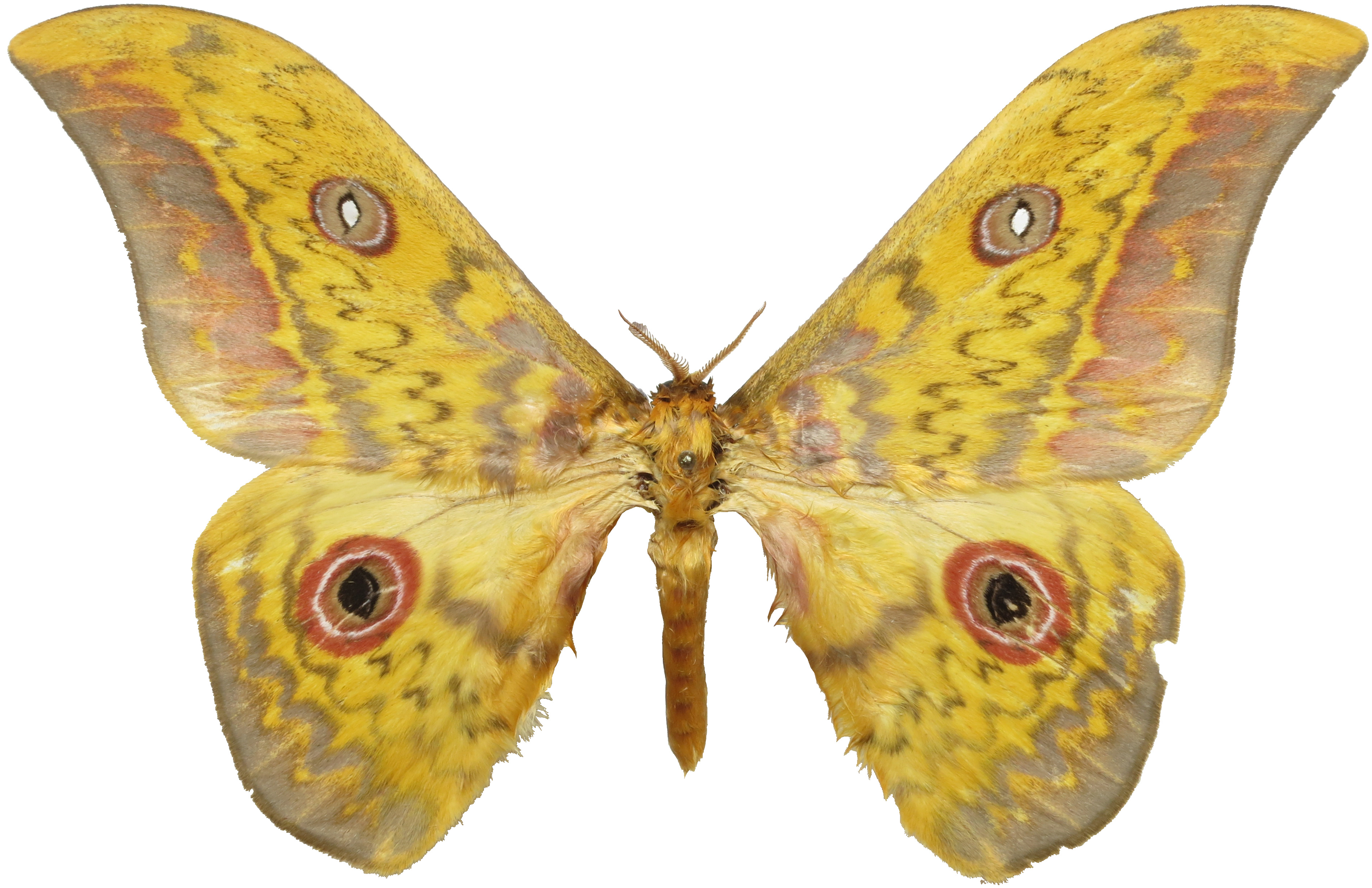
Aurivillius triramis